# انبه نیکوبار
انبه نیکوبار (نام علمی: Mangifera nicobarica) نام یک گونه از سرده انبه است.